# Sport Club Gararu
O Sport Club Gararu (acrónimo: SCG) é um clube esportivo sediado em Gararu, estado de Sergipe, fundado em 1° de janeiro de 1989 por Geraldo Vieira de Melo.
Começou no amadorismo disputando jogos contra outras cidades e profissionalizou-se ainda na década de 1990. Neste breve período foi vice-campeão da segunda divisão estadual em 1997 e campeão da mesma em 1999. Pela primeira divisão, seu recorde foi um terceiro lugar em 2000 e depois de 2002, quando foi rebaixado, não disputou mais competições.

## Títulos
- Campeonato Sergipano - Série A2: 1999